# 福井市文化奨励賞
福井市文化奨励賞（ふくいしぶんかしょうれいしょう）は、福井市が1960年（昭和35年）に創設した賞。福井市内に在住し、文化・芸術等の分野において優れた活動と業績をあげた個人・団体の栄誉を称賛し、併せて文化創造を志す者の努力目標とせんとする賞。

## 過去の著名な受賞者
- 雨田光平 - 世界的彫刻家（日本のロダンと称されていた）・箏曲家・ハープ奏者。第1回受賞者。
- 藤田良雄 - 世界的天文学者。文化功労者。日本学士院長（1996年 - 2000年）。東京大学名誉教授。第12回受賞者。
- 渡辺悟仙 - 世界的水墨画家。日本南画院理事長（1996年 - 2000年）。第24回受賞者。